# Мария Луиза де Бурбон-и-Параде
Мария Луиза де Бурбон-и-Параде, 3-я герцогиня Севильская (исп. María Luisa de Borbón y Parade, Duquesa de Sevilla; 4 апреля 1868, Мадрид — 10 июня 1949, Сьемпосуэлос) — испанская аристократка и грандесса Испании.

## Биография
Мария Луиза родилась в 13:00, 4 апреля 1868 года. Она была старшей дочерью Энрике, 2-го герцога Севильского (1848—1894) и его супруги Жозефины Параде-и-Сиби (1840—1939). Мария родилась за два года до свадьбы родителей, поэтому она считалась внебрачным ребёнком. Из-за того, что она родилась до брака, её мать испытывала большое презрение к ней и отдавала явное предпочтение своей второй дочери Марте (1880—1928), которая уже родилась во время брака родителей.
В отличие от матери, отец любил всех своих дочерей одинаково и считал, что его старшая дочь Мария Луиза должна унаследовать титул герцогини Севильской после его смерти. Король Испании Альфонсо XII (1857—1885) был обеспокоен отношением к Марии Луизе со стороны ее матери.
Мария Луиза изначально хотела вести религиозную жизнь, что встретило одобрение со стороны её матери Жозефины, поскольку это гарантировало бы, что Мария Луиза не станет герцогиней Севильской, а наследницей титула стала бы средняя дочь пары Марта, которая была любимой дочерью Жозефины. В 1885 году её отец начал знакомить ее с людьми высшего общества, однако Мария Луиза продолжила религиозную жизнь. В том же году девочка покинула Colegio Santa Isabel, чтобы вступить религиозный орден и чтобы избежать жестокости своей матери. Под защитой королевы-регентши Марии Кристины и короля-консорта Франсиско де Асиса, она затем отправилась в учреждение в Лурдесе в сопровождении монахини того же ордена, который управлял Colegio Santa Isabel. Мария Кристина и Франсиско платили за обучение Марии Луизы в учреждении в Лурдесе. Мария Луиза в конечном итоге была вынуждена оставить свое послушничество из-за болезни. После этого, она переехала в Лондон, где жила в монастыре Успения Пресвятой Богородицы на Кенсингтон-сквер.
Её отец Энрике умер 12 июля 1894 года на корабле в Красном море и она стала 3-й герцогиней Севильской. Уже 25 июля того же года, она вышла замуж за Хуана Лоренцо Франсиско Монклюса и Кабанелласа (1862—1918).
12 сентября 1894 года Жозефина, подала иск, оспаривающий, что Мария Луиза должна быть допущена к наследованию своего отца в качестве герцогини Севильской. Мать считала что сестра Марии Луизы,  Марта должна унаследовать герцогство, а также что Мария Луиза не должна получить никакой части имущества своего отца. 15 декабря 1894 года суд постановил, что все три дочери Энрике, герцога Севильи, имеют право на равные доли его имущества. 15 июля 1895 года Мария Луиза была юридически признана Министерством юстиции и королевским указом 3-й герцогиней Севильской.
В марте 1896 года мать подала повторный иск. Во втором иске она просила суды аннулировать решение от 15 декабря 1894 года, а также объявить недействительным свидетельство о крещении Марии Луизы. Также она хотела добиться того, чтобы ее старшая дочь была объявлена не только незаконнорожденной, но и то, что она не была дочерью ее покойного мужа Энрике. Жозефина утверждала, что Мария Луиза родилась от неизвестного мужчины в 1863 году и после свадьбы супруги решили дать ей фамилию де Бурбон.
Мария Луиза опровергла обвинения своей матери, заявив, что она действительно родилась в 1868, а не в 1863 году. Мария Луиза отметила привязанность отца к ней и презрение матери к ней после рождения Марты. Мария Луиса также показала в суде письмо 1879 года от Энрике, где он называл её дорогой дочерью.
В конечном итоге суд постановил что Мария Луиза родилась в 1868 году как внебрачная дочь Энрике и Жозефины, и была впоследствии узаконена браком ее родителей в 1870 году, а также что Мария Луиза имела право наследовать титул своего отца.
В 1902 году её муж Хуан попал в сумасшедший дом из-за приступов паранойи и пробыл там следующие шесть лет.
В 1908 году Мария Луиза и ее муж Хуан покинули свою резиденцию в Барселоне и переехали в Лондон. В британской прессе Марии Луизе часто присваивали титул Королевского Высочества и Принцессы Бурбонской, хотя ни одним из которых она не обладала по закону. Герцогиня Севильская и её муж быстро присоединились и были приняты британским высшим обществом. В декабре 1911 года Хуан перенес серьезную операцию в Лондоне и провел свое выздоровление в доме престарелых. Хуан в 1914 году присоединился к британской армии во время Первой мировой войны и служил рядовым в Колдстримской гвардии. Он был ранен в Рочдейле, в декабре 1915 года.
В апреле 1916 года Мария Луиза встретилась с тогдашним наследным принцем Александром Сербским (впоследствии королём Александром I Югославским) во время его визита Александра в Лондон, чтобы повысить осведомленность о сербских военных усилиях во время Первой мировой войны.
13 декабря 1918 года в Шропшире её муж Хуан, умер после операции. Детей у них не было.
2 июня 1919 года Мария Луиза отказалась от титула герцогини Севильской в пользу своей сестры Марты, но она отказалась принять титул, поэтому 4-й герцогиней Севильской стала самая младшая сестра Энрикета (1885—1967). Энрикета вышла замуж за своего двоюродного брата Франсиско де Бурбон-и-де-ла-Торре (1882—1952). Их потомки до сих пор носят титул герцога Севильского.
В июле 1929 года некий Фредерик Демпстер-Смит, оставил 5000 фунтов стерлингов Марии Луизе, после своей смерти. В завещании он написал, что благодарен ей за доброту. Позже Мария Луиза вернулась в Испанию. В июле 1934 года Мария Луиза вернулась в Барселону.
20 октября 1939 года скончалась мать Марии Луизы Жозефина. Ей было 99 лет. Несмотря на все попытки отречься от старшей дочери, Мария Луиза была указана в её некрологе как ее дочь.
Мария Луиза де Бурбон-и-Параде умерла 10 июня 1949 года в Сьемпосуэлосе.